# Palahniuk's Laughter
"Palahniuk's Laughter" és el primer single del quartet de rock britànic Fightstar, que presenta en el seu EP,They Liked You Better When You Were Dead.
És la primera cançó a la versió anglesa del CDt. El títol de la cançó és una referència a l'autor Chuck Palahniuk. La cançó va ser originalment anomenada "Out Swimming In The Flood", però el títol es va canviar per respecte, després del Tsunami que es va produir a Àsia el 26 de desembre del 2004. Es va fer un vídeo de la cançó per a promocionar el lliurament de l'EP, i va rebre forta expectació durant el seu moment d'emisió a Kerrang TV.
El vídeo va ser dirigit pel baixista de la banda Dan Haigh. En el vídeo de "Palahniuk's Laughter" surt la banda tocant en una forta pluja en un post-apocalíptic futur. Prop del final del video, l'aigua s'eleva des del sòl abans de trencar (com explotar) i tornar a caure. Finalment els instruments de la banda es comencen a incendiar.

## Personal
- Charlie Simpson — Veu, Guitarra, Teclat
- Alex Westaway — Veu, Guitarra
- Dan Haigh — Baix
- Omar Abidi — Bateria, Percussió